# 1-й Будівельний провулок (Мелітополь)
1-й Будівельний провулок (також просто Будівельний провулок) — провулок в Мелітополі на Юрівці. Йде від Будівельної вулиці до вулиці Академіка Корольова. Забудований приватними будинками.

## Назва
Поруч з провулком знаходяться однойменні  Будівельна вулиця і 2-й Будівельний провулок.

## Історія
Рішення про прорізку та найменування Будівельного провулка було затверджено 7 березня 1968 року. 
23 листопада 2001 року провулок був перейменований на 1-й провулок Ворошилова.
2016 року в ході декомунізації провулку була повернута його початкова назва - 1-й Будівельний.